# Søren Corneliussen
Søren Corneliussen (født 1940) var en dansk atlet og medlem af IF Gullfoss. Han vandt det danske meterskab i vægtkast tre år i træk fra 1960-1962.

## Danske mesterskaber
- Guld 1962 Vægtkast 18,37
- Guld 1961 Vægtkast 18,19
- Guld 1960 Vægtkast 17,89
- Sølv 1960 Hammerkast 53,93